# NGC 6595
NGC 6595 (NGC 6590) je emisijska maglica s otvorenim skupom u zviježđu Strijelcu. Naknadno je utvrđeno da je NGC 6590 isto nebesko tijelo.

## Vanjske poveznice
- (engl.) SEDS: NGC 6595
- (engl.) Hartmut Frommert: Revidirani Novi opći katalog
- (engl.) Izvangalaktička baza podataka NASA-e i IPAC-a
- (engl.) Astronomska baza podataka SIMBAD
- (engl.) VizieR
- (engl.) Auke Slotegraaf: NGC 6595 Deep Sky Observer's Companion
- (engl.) NGC 6595  Arhivirana inačica izvorne stranice od 4. studenoga 2013. (Wayback Machine) DSO-tražilica
- (engl.) Courtney Seligman: Objekti Novog općeg kataloga: NGC 6550 - 6599